# Gilles Villeneuve
Joseph Gilles Henri Villeneuve (pronunție în franceză [ʒil vilnœv]; n. 18 ianuarie 1950, Saint-Jean-sur-Richelieu⁠(d), provincia Québec, Canada – d. 8 mai 1982, Leuven, Province of Brabant⁠(d), Belgia) a fost un pilot de curse canadian, care a petrecut șase ani în cursele de Mare Premiu cu Ferrari, câștigând șase curse pentru echipa de la Maranello.
Pasionat de mașini și de conducere rapidă încă de la o vârstă fragedă, Villeneuve și-a început cariera profesionistă în cursele cu snowmobile în provincia sa natală, Quebec. S-a mutat pe monoposturi, câștigând campionatele din SUA și Canada de Formula Atlantic în 1976, înainte de a i se oferi o șansă în Formula 1 cu echipa McLaren la Marele Premiu al Marii Britanii din 1977. A fost preluat de campioana mondială en-titre, Ferrari, pentru sfârșitul sezonului și a condus pentru echipa italiană din 1978 până la moartea sa în 1982. A câștigat șase curse de Mare Premiu într-o scurtă carieră la cel mai înalt nivel. În 1979, a terminat pe locul al doilea în Campionatul Mondial, la patru puncte în spatele coechipierului Jody Scheckter.
Villeneuve a decedat într-un accident de 230 km/h cauzat de o coliziune cu mașina condusă de Jochen Mass în timpul calificărilor pentru Marele Premiu al Belgiei din 1982 de la Zolder. Accidentul a survenit la mai puțin de două săptămâni după o ceartă intensă cu coechipierul său, Didier Pironi, în legătură cu depășirea efectuată de Pironi asupra lui Villeneuve la Marele Premiu al statului San Marino, cursa precedentă. La momentul morții sale, Villeneuve era extrem de popular printre fani și de atunci a devenit o figură iconică în istoria sportului. Fiul său, Jacques Villeneuve, a devenit campion mondial de Formula 1 în 1997 și, până în prezent, singurul canadian care a câștigat Campionatul Mondial de Formula 1.